# Davino Ribeiro de Sena
Davino Ribeiro de Sena (Recife, 1957) es diplomático, cronista y poeta. Se graduó en Filosofía en la Universidad Católica de Pernambuco y ha recibido premios por su poesía, incluyendo el prestigioso premio nacional de la Fundación Nestlé de Cultura (1991).

## Biografía
Davino Ribeiro de Sena se licenció en Filosofía por la Universidade Católica de Pernambuco en 1984. Antes de eso, ya se había dado a conocer en poesía, ganando un premio estudiantil de la Academia Pernambucana de Letras con su soneto Memórias. En 1989 entró en el servicio diplomático, compaginándolo con la literatura. Su primer libro de poemas, Castelos de Areia (1991), ganó el concurso nacional de poesía de la Fundación Nestlé de Cultura. Sus textos literarios han sido ampliamente publicados, consolidando su posición en el panorama poético y atrayendo la atención de los críticos especializados en literatura del mundo académico.
En representación de Brasil, Davino Sena participó en el Encuentro Iberoamericano de Poesía de Santiago (Chile), y formó parte de la antología Un ángulo del mundo. La particularidad de esta antología es que fue confeccionada con la participación de los propios poetas. Cada uno de ellos seleccionó para la ocasión un poema que consideró representativo de su obra. El libro ofrecía una perspectiva única de muchas de las voces más importantes, tanto consagradas como emergentes, de toda Iberoamérica En 1994, el escritor pronunció una conferencia sobre literatura brasileña en la Universidad de Atenas, en Estados Unidos, y poco después se trasladó a España, donde fue invitado a participar en una mesa redonda en el seminario internacional de poesía de la Universidad de Barcelona.
En 1996, publicó Pescador de Nuvens, seguido de Retrato com Guitarra. Tras trasladarse a Australia, publicó El jaguar en el desierto y Vidrio y hierro. En su carrera diplomática, encabezó la delegación brasileña en la reunión del Grupo de Valdivia para la Preservación del Albatros y fue Cónsul (diplomacia) de Brasil en Japón en 2001.
En 1997, el crítico Augusto Massi publicó una reseña en Folha de S.Paulo sobre el libro Pescador de Nuvens, de Davino Ribeiro de Sena. Massi describe la obra como una «paradoja crítica», alabando la habilidad técnica del autor, pero señalando que el lirismo del libro roza a veces el sentimentalismo. A lo largo de 33 poemas, el lector sigue la trayectoria de dos hermanos, Henrique y Euclides, en una narración que explora sus complejas relaciones familiares.
De vuelta a Brasil en 2003, publicó Três Martes y participó en misiones de cooperación científica y tecnológica en Angola y Mozambique. En colaboración con Elizabeth Hazin, publicó Lego & Davinovich. Posteriormente fue nombrado Cónsul (diplomacia ) en Nueva York, donde lanzó Expedição en 2007 e impartió conferencias sobre poesía en Recife y Nueva York. También se han publicado poemas suyos en la revista Poesia Sempre, editada por la Fundación Biblioteca Nacional. En 2009, se trasladó a Arabia Saudí y ese mismo año publicó O Lento Aprendizado do Rapazo que Amava Ondas e Estrelas. Dos años más tarde, se instaló en Londres y publicó The King of the Isles.
En 2014 estudió escritura creativa en la Universidad de Londres. Su libro Tender Water se publicó en 2015. Tras vivir en Sri Lanka (2014), se trasladó a Liberia (2017), y finalmente a Canadá (2019), desde donde se fue a Guatemala (2022), donde vive actualmente con su esposa Maria do Socorro Melo Pinto, profesora de música, con la que se casó en 1982. El matrimonio tiene dos hijas: Beatriz, nacida en 1989, ilustradora, y Alice, nacida en 1996, estudiante. Davino Sena ha publicado recientemente un volumen de crónicas titulado Viagens do Conselheiro (2020).
Paulo Henriques Britto destacó la originalidad del poeta Davino Ribeiro de Sena, elogiándolo como «uno de los mejores poetas brasileños de su generación». Britto confirmó el término «fotoneto» para describir la innovadora forma poética creada por Davino, que combina elementos narrativos e imaginarios con la estructura tradicional del soneto. El concepto fue introducido en 1999 en Vidro e Ferro, y reafirmado en 2015 con el lanzamiento de Ternura da Água. Britto analiza el «fotoneto» como una poderosa síntesis de la poesía narrativa, destacando su relevancia en el panorama literario contemporáneo.

## Obras publicadas
- Castillos de arena (1991)
- Pescador de nubes (1996)
- Jaguar en el desierto (1997)
- Retrato con guitarra (1997)
- Vidrio y hierro (1999)
- Tres Marte (2004)
- Lêgo & Davinovich (2006), en colaboración con Elizabeth Hazin
- Expedición (2007)
- El lento aprendizaje del niño que amaba las olas y las estrellas (2009)
- El rey de las islas (2011)
- Ternura del agua (2015)

## Premios recibidos
- Recuerdos (poema)

Ganador del Premio Gervásio Fioravanti, edición 1982, de la Academia Pernambucana de Letras
- Castillos de arena (primer libro del autor)

Laureado en el género Poesía Brasileña por la Fundación Cultura Nestlé (1991)